# Kumulus Vape
 (novembre 2019).
Kumulus Vape est une société française de distribution de matériel et consommable pour cigarette électronique. Fondée en 2012, l'entreprise est basée à Corbas, dans la métropole de Lyon.

## Historique
La société Webstorm, depuis renommée Kumulus Vape, a été fondée en 2012. C’est cette même année qu’intervient la mise en ligne de sa plateforme e-commerce, baptisée ecig-arrete.fr. Celle-ci devient kumulusvape.fr en 2014.
Dès 2016, le chiffre d’affaires de l’entreprise dépasse 1,7 million d’euros. La même année, la société crée une activité entreprise à entreprise et lance la plateforme KMLS Pro, destinée aux boutiques spécialisées. Cette activité devient majoritaire en 2018 et représente plus de 80 % du chiffre d'affaires annuel en 2020, qui atteint alors 22,5 millions d'euros, soit une progression de 113 % par rapport à l'exercice précédent. Kumulus Vape, qui a effectué une nouvelle levée de fonds à la fin de l'exercice 2020 pour un montant total de 2,5 millions d'euros, commercialise également des produits en marque propre.
Au mois de février 2025, la Société se classe à la 126e place du palmarès 2025 des Champions français de la croissance organisé par le quotidien Les Échos et l'institut de sondage Statista. C'est la 5e année consécutive qu'elle figure dans ce classement. Le 4 mars 2025, elle s'est également classée à la 903e place du classement des plus fortes croissances européennes publié par le quotidien Financial Times.
Au mois de juillet 2023, Kumulus Vape annonce le rachat de la Société DELIA Diffusion, franchiseur du réseau historique de retail Cigaverte. Au début de l'année 2025, le réseau de boutiques en franchise et en propre du Groupe Kumulus Vape s'élève à 56.

## Cotation en Bourse
Il s’agit de la première société européenne de cigarette électronique cotée sur les marchés financiers.
En mai 2019, Kumulus Vape annonce l’inscription de ses titres sur le compartiment Euronext Access à Paris par voie d’admission technique. La première cotation est intervenue le 28 mai 2019, avec 55 000 titres cédés pour un nombre total de titres composant le capital social de 1 988 000. Il s’agit d’une première européenne pour une société de cigarette électronique.
Dans un communiqué de presse publié le 23 mai 2019, la Société annonce son souhait de transférer les titres de Kumulus Vape sur le compartiment Euronext Growth.
C'est le 1er juin 2021 que le début des négociations sur le marché Euronext Growth Paris a lieu. Ce transfert d'Euronext Access Paris vers le marché Euronext Growth Paris s'est accompagné d’une augmentation de capital dont le montant brut s'est élevé à 5,45 M€ après exercice intégral de la clause d’extension et de la cession d’actions existantes, alors que la demande globale atteignait le montant de 8,89 M€, soit trois fois plus que le nombre de titres proposés.